# Papualthia tenuipes
Papualthia tenuipes är en kirimojaväxtart som först beskrevs av Elmer Drew Merrill, och fick sitt nu gällande namn av Elmer Drew Merrill. Papualthia tenuipes ingår i släktet Papualthia och familjen kirimojaväxter. Inga underarter finns listade i Catalogue of Life.